# Luis Sequeira
Luis Sequeira es un diseñador de vestuario, más conocido por su trabajo en la película La forma del agua, por la cual obtuvo una nominación al Premio de la Academia al mejor diseño de vestuario.

## Filmografía
- La forma del agua
- The Strain
- The Thing
- F/X: The Series
- Thomas and the Magic Railroad
- Code Name: Eternity
- Highwaymen
- Flash of Genius'
- Being Erica
- Mama

## Premios y distinciones
Premios Óscar
| Año  | Categoría                 | Película          | Resultado |
| ---- | ------------------------- | ----------------- | --------- |
| 2018 | Mejor diseño de vestuario | La forma del agua | Nominado  |

- BAFTA al mejor diseño de vestuario
- Critics Choice Movie Award al mejor diseño de vestuario
- Costume Designers Guild Award for Excellence in Period Film